# Розита Форбс
Розита Форбс (на английски: Rosita Forbes) е британска изследователка и писател. През 1921 година става първата европейска жена посетила оазиса Куфра в Либия, въпреки че по това време е затворен за чужденци. Пътешествието извършва заедно с египетския пътешественик Ахмед Хасанейн.
Още преди знаменитото си пътуване в Либия, Розита е отявлен пътешественик. Тя посещава Дамаск, Бейрут и Кайро където среща личности като Гертруд Бел и полковник Лоурънс (бъдещия Лоурънс Арабски), както и Ахмед Хасанейн.
След като се снабдяват с препоръки от италианските власти и от Мохамед Идрис ал-Сенуси, Розита и Хасанейн започват своето пътуване към Куфра придружавани от четирима бедуини и деветима судански войници. За целта Розита се прекръства на Сит Хадиджа - „мюсюлманка в служба на исляма и на сенусите“. Двамата заминават от Бенгази на 20 ноември 1920 година като следват пътя на керваните, по който преди това е минал Герхард Ролфс. Пътуването им се оказва изключително трудно като срещат пясъчни бури, глад и тежка умора. След тежки два месеца стигат целта си и на 14 януари 1921 година са посрещнати от ръководителите на сенусите. Прекарват 10 дни в оазиса в не особено дружелюбна атмосфера. Пътят на обратно е също толкова труден, като групата оцелява благодарение на британски патрул, който ги отвежда до оазиса Сива.
По-късно Розита посещава също Етиопия, Афганистан и Южна Америка. Умира на Бермудите през 1967 година като оставя многобройни описания на пътешествията си.